# کلاس تی ۵۳ پارالمپیک

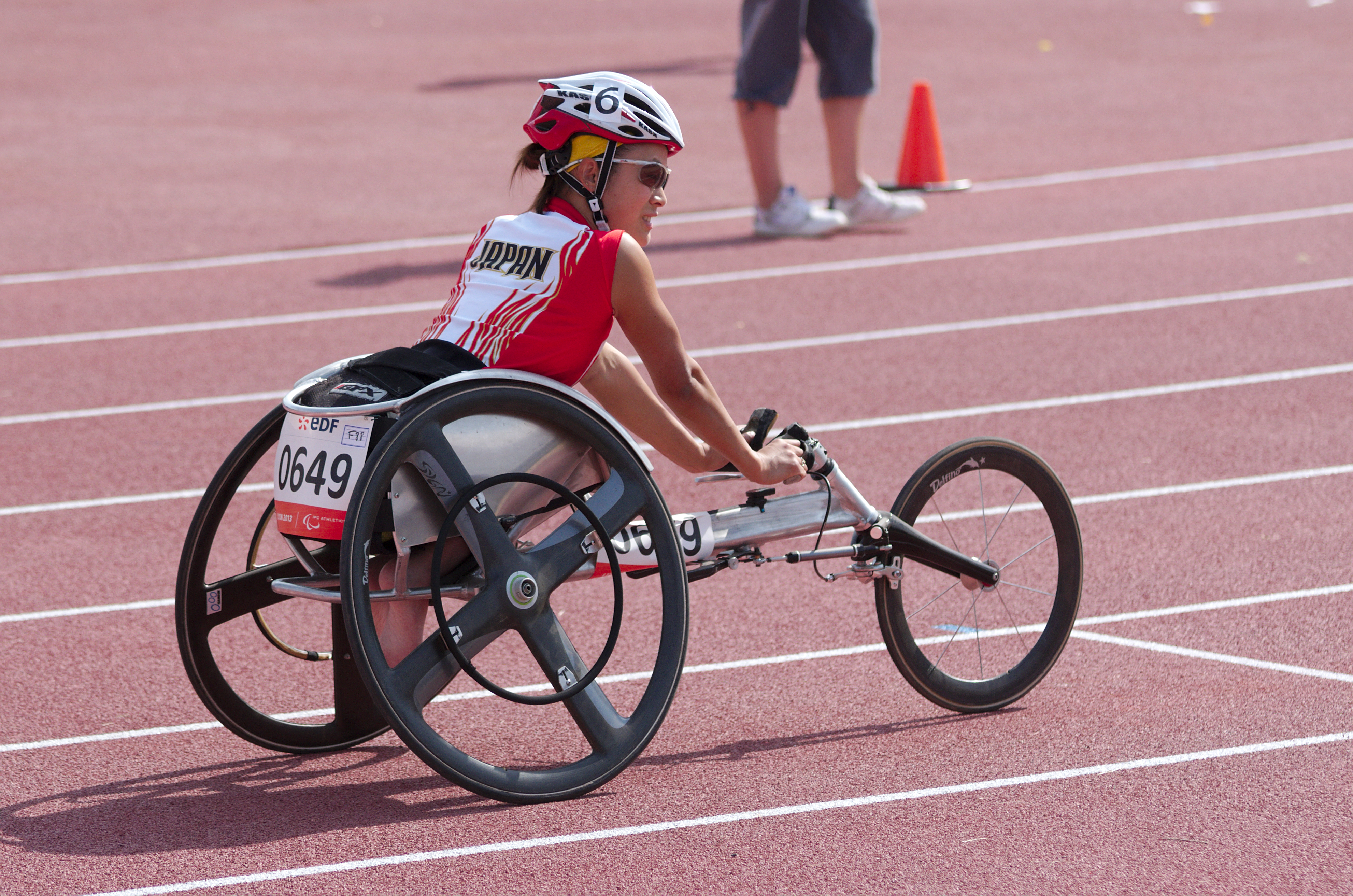
کازومی ناکایاما از ژاپن در اولین نیمه نهایی ۴۰۰ متر زنان - T53

کلاس تی ۵۳ پارالمپیک (T53) یک طبقه‌بندی ویژه در ورزش‌های پارالمپیک است که به منظور ایجاد شرایط رقابتی عادلانه برای ورزشکاران دارای معلولیت‌های نخاعی طراحی شده است. این کلاس‌بندی به‌ویژه برای مسابقات دو و میدانی استفاده می‌شود و شامل ورزشکارانی می‌شود که کنترل کامل بر روی دستان خود دارند، اما از ناحیه تنه و پاها دارای محدودیت یا معلولیت هستند. این دسته از ورزشکاران از ویلچرهای ویژه‌ای برای رقابت استفاده می‌کنند. کلاس‌بندی T53 توسط کمیته بین‌المللی پارالمپیک (IPC) برای اطمینان از عدالت در رقابت‌ها ایجاد شده است و به ورزشکاران دچار معلولیت این امکان را می‌دهد تا بر اساس توانایی‌های باقی‌مانده خود در مسابقات حضور یابند.

## تاریخچه
کلاس‌بندی T53 در دهه ۱۹۹۰ توسط کمیته بین‌المللی پارالمپیک (IPC) برای افزایش عدالت و دقت در رقابت‌ها ایجاد شد. این کلاس‌بندی در پاسخ به نیاز به دسته‌بندی دقیق‌تر ورزشکاران با آسیب‌های نخاعی ایجاد شد، تا ورزشکاران بتوانند بر اساس سطح واقعی توانایی‌های خود به رقابت بپردازند و از بروز نابرابری در مسابقات جلوگیری شود. اولین رویدادهای مربوط به این کلاس‌بندی در همان دهه برگزار شد و به سرعت به یکی از رده‌های اصلی در مسابقات دو و میدانی پارالمپیک تبدیل شد.

## ویژگی‌ها و معیارهای کلاس‌بندی
ورزشکاران (کلاس تی ۵۳) افرادی هستند که با آسیب‌های نخاعی در سطوح مختلف مواجه شده‌اند. این ورزشکاران یا به‌طور کامل از ناحیه پائین‌تنه دچار معلولیت هستند یا کنترل محدودی بر روی تنه و پاهای خود دارند اما دست‌هایشان به‌طور کامل فعال است. در نتیجه می‌توانند از دست‌های خود با کمک ویلچر برای حرکت استفاده کنند. ویلچرهای مورد استفاده باید با استانداردهای مشخصی سازگار باشند تا از امکان تقلب در رقابت‌ها جلوگیری شود.

### تفاوت طبقه‌بندی‌های مشابه
- T51: ورزشکارانی با محدودیت شدید در عملکرد اندام‌های فوقانی و نداشتن عملکرد تنه و پاها.
- T52: ورزشکارانی با توانایی محدود در دست‌ها و نداشتن کنترل تنه و پاها.
- T53: ورزشکارانی با عملکرد کامل دست‌ها اما بدون یا با عملکرد محدود تنه و بدون عملکرد پاها.
- T54: ورزشکارانی با عملکرد کامل دست‌ها و تنه و بدون عملکرد پاها.

## مسابقات و رکوردها

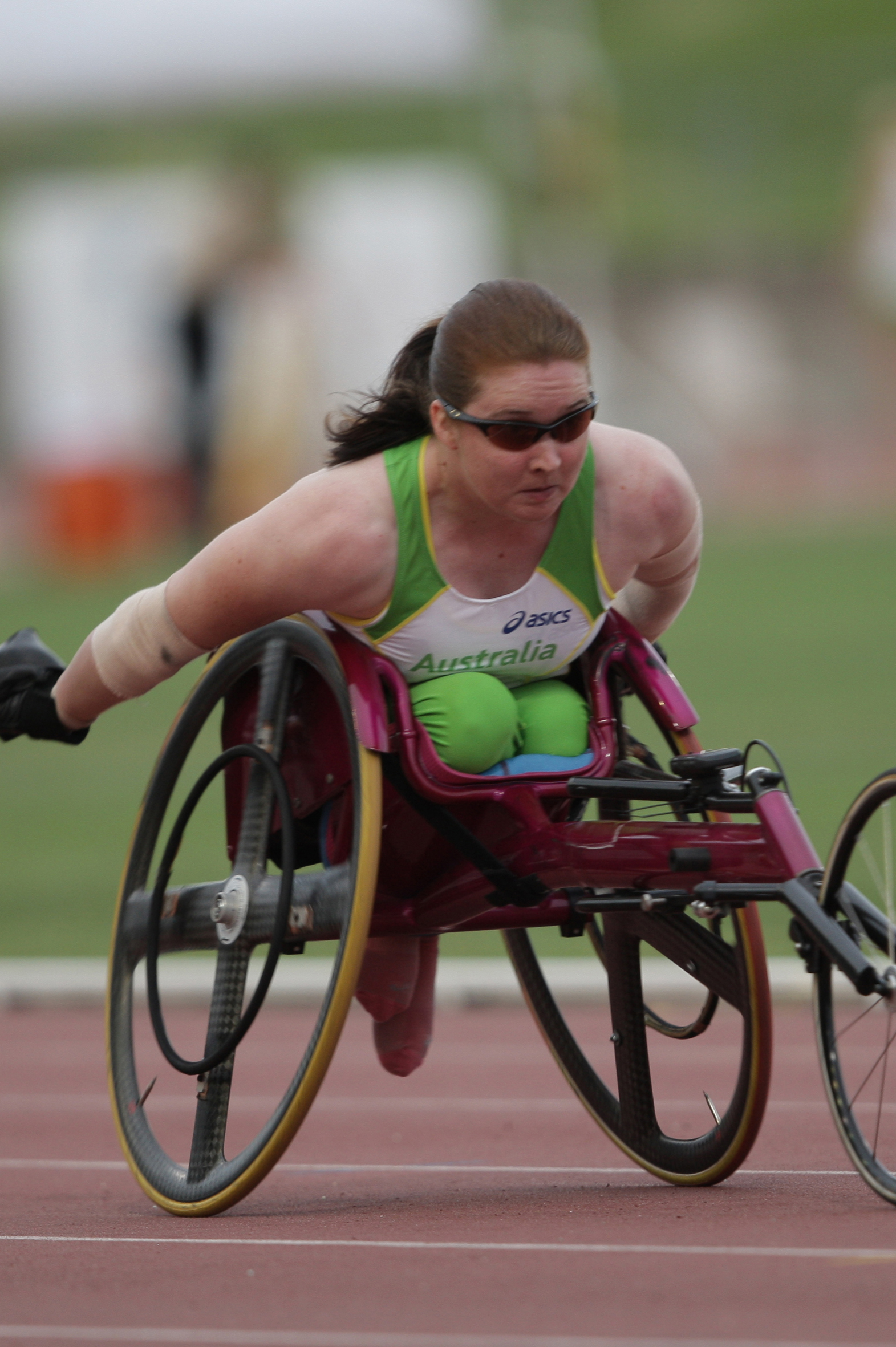
انجی بالارد؛ ورزشکار استرالیایی با ویلچر پارالمپیک در مسابقات آمادگی مسابقات جهانی 2011 در سیدنی

ورزشکاران کلاس‌بندی T53 در مسابقات دو و میدانی مانند دو سرعت، نیمه‌استقامت، پرتاب نیزه، و پرتاب دیسک شرکت می‌کنند. این مسابقات در سطوح مختلف از جمله بازی‌های پارالمپیک، مسابقات جهانی و رقابت‌های ملی و منطقه‌ای برگزار می‌شوند. رکوردهای جهانی زیادی در این کلاس‌بندی به ثبت رسیده است.

### رکوردداران برجسته در کلاس‌بندی T53
میکی بوشل از بریتانیا یکی از شناخته‌شده‌ترین ورزشکاران کلاس T53 است که رکورد جهانی دو ۱۰۰ متر را در اختیار دارد. پونگساکورن پایو از تایلند نیز در پارالمپیک توکیو ۲۰۲۰ چندین مدال طلا کسب کرد و به عنوان یکی از برترین ورزشکاران این کلاس شناخته می‌شود. لی هوزائو از چین نیز در مسابقات پارالمپیک و جهانی مدال‌های متعدد کسب کرده است. همچنین، سمی کینگهورن از بریتانیا در سال ۲۰۱۷ رکورد جهانی ۲۰۰ متر T53 را شکست و به یکی از موفق‌ترین ورزشکاران این دسته تبدیل شد.

### ورزشکاران برجسته
در کلاس‌بندی تی ۵۳، ورزشکاران بسیاری در سطح بین‌المللی درخشیده‌اند. تانی گری-تامپسون، یکی از مشهورترین ورزشکاران بریتانیایی، در دوران حرفه‌ای خود موفق به کسب ۱۱ مدال طلا و ۴ مدال نقره پارالمپیک شد. او به عنوان یکی از پرافتخارترین ورزشکاران پارالمپیک شناخته می‌شود. انجی بالارد از استرالیا نیز یکی دیگر از ورزشکاران برجسته این کلاس‌بندی است که در مسابقات جهانی و پارالمپیک موفق به کسب مدال‌های متعدد شده است.

## قوانین
شروع مسابقه معمولاً با اشاره یک دست و ضربه‌ای به چرخ‌ها صورت می‌گیرد، ورزشکاران کلاس‌بندی T53 معمولاً از ویلچرهایی با سه چرخ استفاده می‌کنند و از تکنیک‌های خاصی برای حداکثر رساندن قدرت بازوهایشان استفاده می‌کنند. به دلیل نداشتن کنترل بر عضلات پائین‌تنه، ورزشکاران این کلاس‌بندی هنگام دویدن باید دقت زیادی به تعادل و تکنیک‌های هل دادن خود داشته باشند. قوانین مسابقات برای این دسته‌بندی به گونه‌ای طراحی شده‌اند که متمرکز بر وسیله نقلیه ویلچری ورزشکار است. ویلچرهای مورد استفاده باید مطابق با استانداردهای بین‌المللی باشند و هر گونه تغییر در طراحی آن‌ها و استفاده از تکنیک‌های غیرمجاز می‌تواند به عدم صلاحیت ورزشکار منجر شود.